# Ернест Оппенгеймер
Сер Ернест Оппенгеймер (англ. Ernest Oppenheimer; нар. 22 травня 1880, Фрідберг (Гессен) — пом. 25 листопада 1957, Йоганнесбург) — засновник золотодобувної корпорації «Anglo American» і алмазодобувної компанії «De Beers», відомий філантроп. Входив до еліти Чорна аристократія, масон член Більдербергського клубу.